# Life in Cartoon Motion
Life in Cartoon Motion is het debuutalbum van Mika, uitgebracht in februari 2007. Vier maanden na de release stond de teller van de verkopen al op twee miljoen exemplaren.

## Tracklist

### Europese editie
1. "Grace Kelly" (Mika, Jodi Marr, John Merchant, Dan Warner) — 03:07
2. "Lollipop" — 03:03
3. "My Interpretation" (Mika, Jodi Marr, Richie Supa) — 03:35
4. "Love Today" — 03:55
5. "Relax, Take It Easy" — 04:30[noot 1]
6. "Any Other World" — 04:19
7. "Billy Brown" — 03:14
8. "Big Girl (You Are Beautiful)" — 04:08
9. "Stuck in the Middle" — 04:08
10. "Happy Ending" — 04:35 / 10:21[noot 2]

### Amerikaanse en Canadese editie
1. "Grace Kelly" — 03:07
2. "Lollipop" — 03:03
3. "My Interpretation" — 03:35
4. "Love Today" — 03:55
5. "Relax, Take It Easy" — 03:44[noot 1]
6. "Ring Ring" — 03:37
7. "Any Other World" — 04:19
8. "Billy Brown" — 03:14
9. "Big Girl (You Are Beautiful)" — 04:08
10. "Stuck in the Middle" — 04:08
11. "Erase" (Mika, Jodi Marr, Desmond Child) — 03:38
12. "Happy Ending" — 04:35 / 10:21[noot 2]

### Australische en Britse editie
1. "Grace Kelly" — 03:07
2. "Lollipop" — 03:03
3. "My Interpretation" — 03:35
4. "Love Today" — 03:55
5. "Relax, Take It Easy" — 03:44[noot 1]
6. "Ring Ring" — 03:37
7. "Any Other World" – 4:19
8. "Billy Brown" — 03:14
9. "Big Girl (You Are Beautiful)" — 04:08
10. "Stuck in the Middle" — 04:08
11. "Happy Ending" — 04:35 / 10:21[noot 2]
12. "Ring Ring" (Mika, Jodi Marr) — 02:49

Noten
1. 1 2 3  (bevat een preludemonoloog naar "Any Other World")
2. 1 2 3  (bevat de hiddentrack "Over My Shoulder" — 04:45)

### Bonusnummers
- UK editie

1. "Ring Ring" (Mika, Jodi Marr) — 02:47
2. Splash Page Live Link (cd-rom)

- UK Download

1. "Grace Kelly" (Akoestisch)
2. "Stuck in the Middle" (Akoestisch)
3. "Relax, Take It Easy" (Akoestisch)

- Japanse editie

1. "Ring Ring" — 02:47
2. "Your Sympathy" — 03:10
3. "Grace Kelly" (Video)

- VS Best Buy editie

1. "Love Today" (Akoestisch) — 02:58
2. "Satellite" (Akoestisch) — 04:13

- Canada Download

1. "Grace Kelly" (Akoestisch) (iTunes) — 03:54
2. "Stuck in the Middle" (Akoestisch) (iTunes) — 03:54
3. "Relax, Take It Easy" (Akoestisch) (iTunes) — 03:02

## Achtergrondinformatie
- Grace Kelly

Mika werkte met een groot platenlabel dat probeerde hem in een vorm te kneden waarvan zij dachten dat het een commercieel succes zou worden. Zij wilden dat Mika een album zou maken wat met de stroom mee zou gaan en hetzelfde zou klinken als de op dat moment zeer succesvolle Craig David.
Mika wist echter dat dit een grote flop zou worden. Toen de kwade Mika thuis kwam begon hij het nummer Grace Kelly te schrijven. Vanaf dan bepaalt hij liedjes te schrijven zoals híj het wil en niet volgens de manier die anderen van hem verwachten.
- Lollipop

Lollipop is een boodschap aan Mika's kleine zusje, om haar te waarschuwen voor de "grote jongens". De tekst gaat over het te vroeg seks hebben. Mika vertelt dat hij heel veel plezier had in het schrijven van dit nummer.
Op een bepaald moment in het nummer is er een klein meisje dat zingt "I was walkin' with my mama one day, when she warned me what people say; Live your life until love is found. Or love's gonna get you down!" Dit wordt gezongen door Lollipop Girl, Mika's nichtje.
- My Interpretation

Dit nummer gaat over het einde van een relatie. Mika vond het nogal moeilijk om dit soort nummers te schrijven. Volgens hem klinken ze te afgezaagd of te nep en probeerde hij het nummer goed te laten klinken door de tekst iets donkerder te maken.
- Love Today

Volgens hemzelf was Mika erg blij toen hij dit nummer schreef en probeerde met het nummer dit op andere mensen over te brengen. "Everybody is looking for the same thing — to love someone and be loved back. Or just to get laid. It all depends on how you look for it..."
- Relax, Take It Easy

Mika wilde altijd al een dancenummer schrijven dat niet een complete dance-track zou worden. Wanneer Mika begon met het produceren van Relax zorgde hij er daarom voor dat de meeste geluiden ook uit echte instrumenten kwamen.
- Any Other World

Op het laatste moment van het nummer is een vrouw te horen die haar 'verhaal' doet. Het is een vrouw die tijdens de oorlog in Libanon haar oog verloor. Toen realiseerde Mika zich dat er in elk mensenleven een punt komt dat je je leven helemaal om moet gooien om een speciale gebeurtenis. Het laat je je hele leven heroverwegen en aanpassen. Dit probeerde Mika in zijn nummer te verwerken, want of je nou 68 of 14 bent, het is hetzelfde gevoel en het is even moeilijk.
- Billy Brown

Het nummer gaat over een man (Billy Brown) die zijn vrouw en kinderen en hond achterlaat voor een andere man en vlucht naar een eiland aan de kust van Mexico. "Wanneer je nummers schrijft, wil je altijd bepaalde snaren raken. Het punt van popmuziek is dat je over van alles kunt schrijven.
Het is echt geweldig hoeveel jongere fans dit nummer als hun favoriet aanwijzen. Ze identificeren zichzelf met de hoofdpersoon (Billy Brown)"
- Big Girl (You Are Beautiful)

Mika zei over dit nummer: Toen ik in het vliegtuig naar L.A zat en niet kon slapen, omdat ik vliegen haat, keek ik naar een Victoria Wood documentaire op Channel 4. Het ging over dikke mensen in Amerika en Victoria bezocht een club genaamd The Butterfly Lounge wat de eerste plek is van zijn soort! Een club voor grotere dames om uit te gaan. Het blijkt dat dunne dames niet naar binnen mogen! Ik vond de grote dames geweldig en vond dat ze hun eigen "strijdlied" nodig hadden! Toen heb ik het geluid uitgezet en ben ik begonnen met schrijven." Mika gaf aan nooit gedacht te hebben dat een nummer als Big Girl (You Are Beautiful) op z'n album zou komen te staan, maar een paar weken later werd het toch opgenomen. Het is zijn favoriete nummer van het album en hij vindt dit het leukste nummer om live te spelen: "Everyone sings along!"
- Stuck in the Middle

Mika gaf aan te willen dat het verhaal achter Stuck in the Middle geheim blijft.
- Happy Ending

Dit is na My Interpretation het tweede 'einde-van-een-relatie'-nummer. Op hetzelfde moment gaat Happy Ending over heel andere dingen.
Hij wist nog dat hij dit nummer opnam in de studio in Los Angeles en toen hij terug reed naar zijn verblijf, hoe geschokt hij was door het aantal daklozen dat hij onderweg tegenkwam.

## Commercieel succes
- Grace Kelly was een nummer-één hit in het Verenigd Koninkrijk, Ierland, Italië, Luxemburg en Libanon. Het stond in de top 10 in onder andere Denemarken, Nederland, Letland, Litouwen, Finland en België.
- Relax, Take it Easy was een nummer-één hit in Polen en Nederland en kwam tot de derde plek in Rusland.

## Uitgebrachte singles
| Single met eventuele hitnotering(en) in de Nederlandse Top 40 | Datum van verschijnen | Datum van binnenkomst | Hoogste positie | Aantal weken | Opmerkingen |
| ------------------------------------------------------------- | --------------------- | --------------------- | --------------- | ------------ | ----------- |
| Grace Kelly                                                   | 05-02-2007            | 17-03-2007            | 4               | 22           |             |
| Relax, Take It Easy                                           | 11-06-2007            | 21-07-2007            | 1(7wk)          | 18           | Alarmschijf |
| Big Girl (You Are Beautiful)                                  | 2007                  | 20-10-2007            | 4               | 15           | Alarmschijf |
| Happy Ending                                                  | 2007                  | 12-01-2008            | 10              | 14           | Alarmschijf |
| Lollipop                                                      | 2008                  | 03-05-2008            | 13              | 12           |             |
| Love Today                                                    | 15-08-2008            | 06-09-2008            | 25              | 5            |             |

| Single met hitnotering(en) in de Vlaamse Ultratop 50 | Datum van verschijnen | Datum van binnenkomst | Hoogste positie | Aantal weken | Opmerkingen |
| ---------------------------------------------------- | --------------------- | --------------------- | --------------- | ------------ | ----------- |
| Grace Kelly                                          | 2007                  | 03-03-2007            | 2               | 32           |             |
| Relax, take it easy                                  | 2007                  | 26-05-2007            | 1(2wk)          | 38           |             |
| Love Today                                           | 2007                  | 15-09-2007            | 4               | 20           |             |
| Big girl (You are beautiful)                         | 2007                  | 01-12-2007            | 5               | 18           |             |
| Happy ending                                         | 2008                  | 08-03-2008            | 11              | 22           |             |
| Lollipop                                             | 2008                  | 12-07-2008            | 24              | 8            |             |

## Hitnotering
| "Life in Cartoon Motion" in de Nederlandse Album Top 100 – binnen: 17-02-2007 | "Life in Cartoon Motion" in de Nederlandse Album Top 100 – binnen: 17-02-2007 | "Life in Cartoon Motion" in de Nederlandse Album Top 100 – binnen: 17-02-2007 | "Life in Cartoon Motion" in de Nederlandse Album Top 100 – binnen: 17-02-2007 | "Life in Cartoon Motion" in de Nederlandse Album Top 100 – binnen: 17-02-2007 | "Life in Cartoon Motion" in de Nederlandse Album Top 100 – binnen: 17-02-2007 | "Life in Cartoon Motion" in de Nederlandse Album Top 100 – binnen: 17-02-2007 | "Life in Cartoon Motion" in de Nederlandse Album Top 100 – binnen: 17-02-2007 | "Life in Cartoon Motion" in de Nederlandse Album Top 100 – binnen: 17-02-2007 | "Life in Cartoon Motion" in de Nederlandse Album Top 100 – binnen: 17-02-2007 | "Life in Cartoon Motion" in de Nederlandse Album Top 100 – binnen: 17-02-2007 | "Life in Cartoon Motion" in de Nederlandse Album Top 100 – binnen: 17-02-2007 | "Life in Cartoon Motion" in de Nederlandse Album Top 100 – binnen: 17-02-2007 | "Life in Cartoon Motion" in de Nederlandse Album Top 100 – binnen: 17-02-2007 | "Life in Cartoon Motion" in de Nederlandse Album Top 100 – binnen: 17-02-2007 | "Life in Cartoon Motion" in de Nederlandse Album Top 100 – binnen: 17-02-2007 | "Life in Cartoon Motion" in de Nederlandse Album Top 100 – binnen: 17-02-2007 | "Life in Cartoon Motion" in de Nederlandse Album Top 100 – binnen: 17-02-2007 | "Life in Cartoon Motion" in de Nederlandse Album Top 100 – binnen: 17-02-2007 | "Life in Cartoon Motion" in de Nederlandse Album Top 100 – binnen: 17-02-2007 | "Life in Cartoon Motion" in de Nederlandse Album Top 100 – binnen: 17-02-2007 | "Life in Cartoon Motion" in de Nederlandse Album Top 100 – binnen: 17-02-2007 | "Life in Cartoon Motion" in de Nederlandse Album Top 100 – binnen: 17-02-2007 | "Life in Cartoon Motion" in de Nederlandse Album Top 100 – binnen: 17-02-2007 | "Life in Cartoon Motion" in de Nederlandse Album Top 100 – binnen: 17-02-2007 | "Life in Cartoon Motion" in de Nederlandse Album Top 100 – binnen: 17-02-2007 | "Life in Cartoon Motion" in de Nederlandse Album Top 100 – binnen: 17-02-2007 | "Life in Cartoon Motion" in de Nederlandse Album Top 100 – binnen: 17-02-2007 | "Life in Cartoon Motion" in de Nederlandse Album Top 100 – binnen: 17-02-2007 | "Life in Cartoon Motion" in de Nederlandse Album Top 100 – binnen: 17-02-2007 | "Life in Cartoon Motion" in de Nederlandse Album Top 100 – binnen: 17-02-2007 | "Life in Cartoon Motion" in de Nederlandse Album Top 100 – binnen: 17-02-2007 | "Life in Cartoon Motion" in de Nederlandse Album Top 100 – binnen: 17-02-2007 | "Life in Cartoon Motion" in de Nederlandse Album Top 100 – binnen: 17-02-2007 |
| Week                                                                          | 1                                                                             | 2                                                                             | 3                                                                             | 4                                                                             | 5                                                                             | 6                                                                             | 7                                                                             | 8                                                                             | 9                                                                             | 10                                                                            | 11                                                                            | 12                                                                            | 13                                                                            | 14                                                                            | 15                                                                            | 16                                                                            | 17                                                                            | 18                                                                            | 19                                                                            | 20                                                                            | 21                                                                            | 22                                                                            | 23                                                                            | 24                                                                            | 25                                                                            | 26                                                                            | 27                                                                            | 28                                                                            | 29                                                                            | 30                                                                            | 31                                                                            | 32                                                                            | 33                                                                            |
| ----------------------------------------------------------------------------- | ----------------------------------------------------------------------------- | ----------------------------------------------------------------------------- | ----------------------------------------------------------------------------- | ----------------------------------------------------------------------------- | ----------------------------------------------------------------------------- | ----------------------------------------------------------------------------- | ----------------------------------------------------------------------------- | ----------------------------------------------------------------------------- | ----------------------------------------------------------------------------- | ----------------------------------------------------------------------------- | ----------------------------------------------------------------------------- | ----------------------------------------------------------------------------- | ----------------------------------------------------------------------------- | ----------------------------------------------------------------------------- | ----------------------------------------------------------------------------- | ----------------------------------------------------------------------------- | ----------------------------------------------------------------------------- | ----------------------------------------------------------------------------- | ----------------------------------------------------------------------------- | ----------------------------------------------------------------------------- | ----------------------------------------------------------------------------- | ----------------------------------------------------------------------------- | ----------------------------------------------------------------------------- | ----------------------------------------------------------------------------- | ----------------------------------------------------------------------------- | ----------------------------------------------------------------------------- | ----------------------------------------------------------------------------- | ----------------------------------------------------------------------------- | ----------------------------------------------------------------------------- | ----------------------------------------------------------------------------- | ----------------------------------------------------------------------------- | ----------------------------------------------------------------------------- | ----------------------------------------------------------------------------- |
| Nummer                                                                        | 94                                                                            | 26                                                                            | 29                                                                            | 22                                                                            | 8                                                                             | 13                                                                            | 16                                                                            | 14                                                                            | 12                                                                            | 10                                                                            | 10                                                                            | 7                                                                             | 6                                                                             | 10                                                                            | 9                                                                             | 13                                                                            | 20                                                                            | 28                                                                            | 29                                                                            | 21                                                                            | 28                                                                            | 16                                                                            | 9                                                                             | 9                                                                             | 4                                                                             | 3                                                                             | 1                                                                             | 2                                                                             | 3                                                                             | 6                                                                             | 10                                                                            | 11                                                                            | 13                                                                            |
| Week                                                                          | 34                                                                            | 35                                                                            | 36                                                                            | 37                                                                            | 38                                                                            | 39                                                                            | 40                                                                            | 41                                                                            | 42                                                                            | 43                                                                            | 44                                                                            | 45                                                                            | 46                                                                            | 47                                                                            | 48                                                                            | 49                                                                            | 50                                                                            | 51                                                                            | 52                                                                            | 53                                                                            | 54                                                                            | 55                                                                            | 56                                                                            | 57                                                                            |                                                                               | 58                                                                            | 59                                                                            | 60                                                                            | 61                                                                            | 62                                                                            | 63                                                                            |                                                                               |                                                                               |
| Nummer                                                                        | 13                                                                            | 12                                                                            | 9                                                                             | 10                                                                            | 15                                                                            | 15                                                                            | 11                                                                            | 14                                                                            | 13                                                                            | 16                                                                            | 17                                                                            | 19                                                                            | 15                                                                            | 15                                                                            | 14                                                                            | 11                                                                            | 11                                                                            | 9                                                                             | 11                                                                            | 11                                                                            | 16                                                                            | 16                                                                            | 18                                                                            | 20                                                                            | uit                                                                           | 21                                                                            | 25                                                                            | 21                                                                            | 14                                                                            | 20                                                                            | 20                                                                            | uit                                                                           |                                                                               |